# Піщанська сільська територіальна громада (Одеська область)
Піщанська сільська територіальна громада — територіальна громада в Подільському районі Одеської області України. Населення громади становить 7559 осіб, адміністративний центр — село Піщана. ОМС-Піщанської сільської ради.

## Історія
27 травня 2020 р. Кабінетом Міністрів України був затверджений перспективний план громади в рамках адміністративно-територіальної реформи.
19 липня 2020 року, в результаті адміністративно-територіальної реформи і ліквідації Балтського району, громада увійшла до складу новоутвореного Подільського району.
Перші вибори відбулися 25 жовтня 2020 року.

## Склад громади
До складу громади входять 8 сіл:
- Гербине
- Кринички
- Піщана
- Пужайкове
- Ракулове
- Савранське
- Шляхове
- Шумилове